# Quai Valéry-Giscard-d'Estaing
Quai Valéry-Giscard-d'Estaing je nábřeží v Paříži v 7. obvodu.

## Poloha
Nábřeží vede po levém břehu řeky Seiny mezi mosty Royal a Passerelle Léopold-Sédar-Senghor. Začíná na úrovni ulice Rue du Bac, kde proti proudu navazuje Quai Voltaire a končí u Rue de Solférino, odkud dále pokračuje Quai Anatole-France.

## Historie
Na základě jednání ze 14. března 2023 bylo z částí náměstí Place Henry-de-Montherlant a Quai Anatole-France vytvořeno nové nábřeží. Bylo pojmenováno po Valéry Giscard d'Estaing (1926-2020), francouzském prezidentovi v letech 1974 až 1981.

## Významné stavby
Nábřeží prochází kolem Esplanade Valéry Giscard d'Estaing (dříve součást Place Henry-de-Montherlant) se vstupy do muzea Čestné legie (rue de la Légion-d'Honneur) a muzea Orsay. Tyto dvě budovy se táhnou podél jižní strany nábřeží na nábřeží Seiny.
- Domy č. 1-3-5: sídlo Caisse des dépôts et consignations. Vznikla na místě více paláců, které na počátku 18. století postavil architekt Robert de Cotte. Výstavba aktuálních domů ve stylu Ludvíka XV. probíhala v letech 1890-1896 a 1902-1903.
- Domy č. 5-7 a dům č. 60 na rue de Lille: na místě původní dřevěné stavby vznikla policejní kasárna.
- Dům č. 7-9: musée d'Orsay.
- Hôtel de Salm.
- Před passerelle Léopold-Sédar-Senghor se nachází socha amerického prezidenta Thomase Jeffersona, kterou vytvořil sochař Jean Cardot. Byla odhalena v roce 2006 pařížským starostou Bertrandem Delanoëm, starostou Washingtonu Anthonym A. Williamsem a velvyslancem USA ve Francii Craigem Robertsem Stapletonem.